# Деревська земля
Деревська земля — земля Української Народної Республіки. Адміністративно-територіальна одиниця найвищого рівня. Земський центр — місто Іскоростень Заснована 6 березня 1918 року згідно закону «Про адміністративно-територіальний поділ України», що був ухвалений Українською Центральною Радою. Скасована 29 квітня 1918 року гетьманом України Павлом Скоропадським, що повернув старий губернський поділ часів Російської імперії.

## Опис
До землі мали увійти:
- з Київської губернії — Радомишльський повіт та Київський повіт без південної частини,
- з Волинської губернії — Овруцький повіт, північна частина Рівненського повіту.